# 新社河階群
新社河階群，臺灣中部的河階地形，位於大甲溪中游西南側，行政區域跨越臺中市新社區、石岡區及豐原區東端一小部分，長約10㎞，寬約6㎞，總面積約60平方公里。新社河階群由水井子台地、大南河階、水底寮河階、下水底寮河階、永居湖河階、南眉河階、仙塘坪河階、十分河階、七分河階、上金星面河階、下金星面河階、公老坪河階及土牛河階等十三個河階組成，地質地形及生態環境頗具多樣性。
大甲溪上游原本是由東向西流，但到天冷附近，突然以90度大轉彎向北流，到達東勢又以90度大轉彎向西流，此與蓬萊造山運動有關。由於大甲溪侵蝕、沖積與搬運作用極為強盛，形成今日的「新社河階群」。